# Pascal Garibian
Pascal Garibian, né le 22 mars 1961 à Bourg-en-Bresse, d'origine arménienne, est un ancien arbitre international français de football  de 1995 à 2006, ancien président de la commission de discipline de la Ligue de football professionnel et directeur technique de l'arbitrage. Il a été le premier porte-parole de la direction générale de la Police nationale.

## Carrière sportive
Pascal Garibian est arbitre de la Ligue de Basse-Normandie en 1978, puis de la Ligue de Paris Île de France en 1984, arbitre fédéral en 1986 et international en 1995. Il a arbitré 228 matches de Ligue 1 à partir de 1993 et de nombreux (22) matchs internationaux.
Il a dirigé la finale de la Coupe de France 1999 entre le CS Sedan et le FC Nantes, qui voit la victoire des Canaris 1-0 avec un penalty controversé et la finale de la Coupe de la Ligue 2004. Il met un terme à sa carrière d'arbitre en 2006.
Pascal Garibian a été observateur des arbitres de Ligue 1 de la Direction Nationale de l'Arbitrage. Il a été membre du comité directeur de l'Union Nationale des Arbitres de Football. Le premier janvier 2009, Pascal Garibian est nommé Président de la commission de discipline de la Ligue de football professionnel. Il est Directeur Technique de l'Arbitrage de la Fédération française de football (FFF) de juin 2013 à novembre 2022.

## En dehors du football
Pascal Garibian a exercé le métier d'officier de police durant sa carrière d'arbitre. Il a été commandant à la brigade de protection des mineurs de Paris. Il a travaillé ensuite au sein du service de communication de la direction centrale de la sécurité publique puis à la direction générale de la Police nationale dont il a été le premier porte-parole de mai 2011 à juillet 2013, date à laquelle il a été mis à disposition pour rejoindre la fédération française de football.